# 銀次郎
銀次郎（ぎんじろう、1957年7月16日 - ）は、日本の俳優。エビス大黒舎所属。秋田県出身。身長184cm、体重73kg。

## 出演

### 映画
- 半次郎（2010年10月9日、五十嵐匠監督） - 薩摩藩士・入江直矢 役
- あしたのジョー（2011年2月11日、曽利文彦監督） - 手配氏 役[2]
- 極道の妻たち Neo（2013年）
- デスフォレスト 恐怖の森5（2016年9月3日、福田陽平・田中佑和監督）
- 尻肉ライダー ぶっかけて青春!（2021年7月16日、清水大敬監督）[3]

### テレビ
- 韓国ドラマ 風の国（BSフジ） - 声・テスル 役
- 志村軒（フジテレビ） - ガラの悪い男役
- 水曜ミステリー9『多摩南署たたき上げ刑事・近松丙吉 不幸な雨』（2007年9月5日、テレビ東京） - 居酒屋店主役
- マイライク（テレビ東京）
- 月曜ゴールデン『釣り刑事2』（2011年5月9日、TBS） - 監督役
- 金曜プレステージ『医療捜査官 財前一二三2』（2011年12月16日、フジテレビ - ホームレス役
- 月曜ゴールデン『警視庁心理捜査官・明日香2』（2012年2月13日、TBS） - ホームレス役
- ディスカバーデッド 第2話（2013年6月25日、CSフジ） - 死霊佐藤 役
- SAKURA〜事件を聞く女〜 第1話（2014年10月20日、TBS）- ホームレス役
- 99.9-刑事専門弁護士- 第4話（2016年5月8日、TBS）
- 騎士竜戦隊リュウソウジャー 第2話（2019年3月24日、テレビ朝日） - 三島のコーチ 役

### Vシネマ
- 実説・沖縄ヤクザ抗争（2009年、旭正嗣監督） - 山波組系石井組組員 役
- 新鯨道 侠魂2（2009年、大学中庸監督） - 中村正義 役
- 菱の侠魂 - 黒崎組組長 役
- 鉄火場のシン（2014年、松岡孝典監督） - 箱守純 役
- 日本統一8（2014年） - ムラカミ(パクリ屋)

### 舞台
- 朝日のように（宮内順子演出） - 男 役
- 庭園のすべて（宮内順子演出）- 隣人 役
- 見知らぬ人（宮内順子演出） - 主演
- 狂犬（岡田以蔵始末）（立山勝治演出） - 武市半平太 役
- 今は昔、栄養映画館（銀次郎演出） - 監督 役
- 海峡を越えた女（丸尾聡演出） - 先生 役
- スキムミルク（銀次郎作・演出）

### その他
- WebCM サントリー　モルツ・ザ・ドラフト Malt's The Draft「Beer-lingual」篇 - 居酒屋店員 役
- STILL NN生命保険 - 植木屋役
- STILL エスエス製薬　エスカップ